# Alan McCleery
Alan McCleery (* 13. Juni 1929 in Montreal; † 1. Juli 2022 in Ottawa) war ein kanadischer Kanute.
Alan McCleery begann in den 1940er-Jahren mit dem Kanusport. Er qualifizierte sich zusammen mit Louis Lukanovich für die Olympischen Sommerspiele 1956. Da jedoch Lukanovich noch kein kanadischer Staatsbürger war, erhielten Robert Smith und Leslie Melia den Startplatz. Vier Jahre später glückte McCleery und Lukanovich dann erneut die Qualifikation und sie konnten dieses Mal bei den Olympischen Sommerspielen 1960 in Rom starten. In der Regatta über 1000 m mit dem K-2 schieden die Kanadier im Hoffnungslauf aus.
Beruflich war McCleery für Bell Canada tätig.